# غريغ بيك
غريغ بيك (بالإنجليزية: Greg Beck)‏ هو لاعب كرة قدم أسترالية أسترالي، ولد في 11 أبريل 1956.

## وصلات خارجية
- غريغ بيك على موقع AustralianFootball.com (الإنجليزية)
- غريغ بيك على موقع AFLtables.com (الإنجليزية)